# 法圖-比伯巴赫域
數學上，法圖-比伯巴赫域是指{\displaystyle \mathbb {C} ^{n}}中的一類真子區域，這類區域雙全純於{\displaystyle \mathbb {C} ^{n}} 。換言之，開區域{\displaystyle \Omega \subset \mathbb {C} ^{n}\;(\Omega \neq \mathbb {C} ^{n})}稱為法圖-比伯巴赫域，若存在雙射全純函數{\displaystyle f:\Omega \to \mathbb {C} ^{n}}及全純反函數 {\displaystyle f^{-1}:\mathbb {C} ^{n}\rightarrow \Omega }。

## 歷史
從黎曼映射定理結果可知，當{\displaystyle n=1}時不存在法圖-比伯巴赫域。皮埃爾·法圖及路德維希·比伯巴赫在1920年代首先在高維空間探索這類區域，因而命名。1980年代起，法圖-比伯巴赫域再成數學研究對象。